# Marko Vincenc Lipold
Marko Vincenc Lipold (germanizirano kot Markus Vinzenz Lipold), slovenski geolog, rudarski inženir in alpinist, * 19. januar 1816, † 22. april 1883
Lipold se je rodil v Mozirju kot sin trgovca. Šolal se je v Celju, šolnino si je že kot mlad plačeval sam, saj je delal kot vzgojitelj sinov okrožnega komisarja. Leta 1833 je končal gimnazijo in odšel v Gradec študirat filozofijo. Leta 1835 je študiral pravo, najprej na univerzi v Gradcu, nato pa na Dunaju, kjer je leta 1839 diplomiral iz prava. S štipendijo nadvojvode Johanna je študiral rudarstvo na rudarski akademiji v Schemnitzu (danes Banska Štiavnica). Med letoma 1841 in 1844 je za cesarski dvor na Dunaju pripravljal geološke zapise. Mineralogijo je študiral pri Wilhelmu Karlu Ritterju von Haidingerju in leta 1847 postal rudarski mojster v Hallu na Tirolskem. 
Poročil se je s Floro Harnisch. Lipold se je nato preselil na Zgornjo Štajersko in se leta 1849 pridružil Državnemu geološkemu zavodu na Dunaju, kjer je ponovno delal pri Haidingerju. Delo je vključevalo terensko delo po vsej regiji. Povzpel se je tudi na več vrhov na Tirolskem in opravil meritve nadmorske višine v gorah. Leta 1855 se je udeležil kongresa naravoslovcev. Leta 1867 je bil imenovan za direktorja rudnika živega srebra v Idriji, potem ko po smrti Franza von Hauerja ni bil povišan na položaj prvega geologa. Po Florini smrti se je leta 1868 poročil z njeno sestrično Roso Webern.